# Valter Falk
Valter Fritjof Falk född 1 september 1902 i Herrljunga, död 1980, var en svensk typografisk formgivare, exlibriskonstnär, författare och samlare.  
Han var son till köpmannen Fritjof Falk och Ida Andreasdotter och gift första gången 1927 med Inga Mattisson och andra gången från 1935 med Nanny Maria Eriksson.
Falk studerade vid skolan för bokindustri i Göteborg och vid Slöjdföreningens skola 1920-1924 samt under studieresor till bland annat Tyskland, Danmark, Nederländerna, Belgien, England och USA. Han var initiativtagare och deltagare i Stockholms typografiska gilles vandringsutställning Contemporary Swedish Book Design i USA 1949-1952. Han var pristagare i ett flertal typografiska tävlingar i Sverige och utomlands. Han forskade i trycktypernas historia, vilket resulterade i en serie artiklar. Som författare gav han bland annat ut boken Nutida typsnitt. Han var medlem av juryn för Svensk bokkonst tre gånger. Falk är representerad vid Nationalmuseum med några böcker där han utfört omslag och typografi.